# Заболотский, Анатолий Иванович

Могила Заболотского А. И. на Нагорном кладбище Ижевска

Анатолий Иванович Заболотский (19 марта 1911, Малмыж, Вятская губерния — 5 сентября 1962, Ижевск) — советский военный. Участник Советско-финской и Великой Отечественной войн. Герой Советского Союза (1945). Гвардии майор.

## Биография
Анатолий Иванович Заболотский родился 6 (19) марта 1911 года в уездном городе Малмыж Вятской губернии (ныне город, административный центр Малмыжского района Кировской области) в семье рабочего. По национальности русский. Семья Заболотских переехала в село Мулчанское Вятской губернии (ныне село Новый Мултан), где Анатолий Иванович окончил местную школу, затем учился в лесном техникуме, по окончании которого в 1929 году работал в Ижевске на Ижевском металлургическом заводе. В 1933—1936 годах А. И. Заболотский проходил срочную службу в рядах Рабоче-Крестьянской Красной Армии. После демобилизации жил в посёлке Ува, работал в Увинском лесхозе. В декабре 1939 года Увинским районным военкоматом по частичной мобилизации Анатолий Иванович вновь призывался в армию. Участвовал в Советско-финской войне. После завершения Зимней войны продолжил службу в Увинском районном отделе НКВД.
Вновь в Красную Армию А. И. Заболотский был призван в феврале 1942 года. Окончил краткосрочные офицерские курсы. В боях с немецко-фашистскими захватчиками младший лейтенант Заболотский с мая 1942 года на Юго-Западном фронте в должности командира стрелкового взвода. Был дважды ранен. После второго ранения и лечения в госпитале Анатолий Иванович получил назначение в 40-ю гвардейскую стрелковую дивизию и принял под командование стрелковый взвод 119-го стрелкового полка. С августа 1942 года в составе своей дивизии, входившей в 1-ю гвардейскую, затем 21-ю армии, участвовал в оборонительной фазе Сталинградской битвы. В ноябре 1942 года дивизия, в которой служил гвардии младший лейтенант Заболотский, в составе 65-й армии Донского фронта перешла в наступление в ходе операции «Уран», но почти сразу была передана Юго-Западному фронту и переключилась на участие в операции «Малый Сатурн», действуя в оперативном подчинении 5-й танковой армии. В январе 1943 года дивизия была подчинена 5-й ударной армии Южного фронта. Взвод гвардии младшего лейтенанта А. И. Заболотского отличился в Ростовской операции в боях на реке Северский Донец. 17 января 1943 года Анатолий Иванович со своими бойцами смял оборону противника у хутора Нижнепотапов Константиновского района Ростовской области, и первым ворвавшись в населённый пункт, неожиданным фланговым ударом вызвал панику в рядах оборонявшегося противника. Немцы бежали, бросив на поле боя 2 75-миллиметровых орудия, более 200 снарядов к ним, 2 ручных и 2 зенитных пулемёта. С захваченными трофеями гвардейцы Заболотского на плечах бегущего противника форсировали Северский Донец и заняли плацдарм на его правом берегу, на который начали переправляться основные силы полка. Враг, стремясь отбросить советские войска обратно за реку, бросил против взвода Заболотского до роты пехоты при поддержке 19 танков. Но гвардейцы умелыми действиями отсекли пехоту от танков, заставив последние отступить. При этом гвардии младший лейтенант А. И. Заболотский вёл ураганный огонь из трофейной пушки, уничтожив вражескую автомашину с боеприпасами и рассеяв до взвода пехоты. В ходе дальнейшего наступления 5 февраля 1943 года Анатолий Иванович был тяжело ранен и эвакуирован в госпиталь. После излечения А. И. Заболотский вернулся на фронт уже в звании гвардии лейтенанта и участвовал в боях на немецкой линии обороны Миус-фронт, где в июле 1943 года он был тяжело контужен и вновь оказался на больничной койке.
После выздоровления гвардии лейтенант А. И. Заболотский получил назначение в 417-ю стрелковую дивизию 44-й армии Южного фронта и принял под командование 4-ю стрелковую роту 2-го стрелкового батальона 1369-го стрелкового полка. В ходе Мелитопольской операции Анатолий Иванович со своими бойцами участвовал в прорыве Восточного вала на реке Молочная, освобождал Каховку. После не слишком удачных боёв на Днепре 417-я стрелковая дивизия 19 января 1944 года была выведена в резерв Ставки Верховного Главнокомандования. В феврале 1944 года она была переброшена на крымское направление и вошла в состав 51-й армии 4-го Украинского фронта. Гвардии лейтенант А. И. Заболотский особо отличился в Крымской операции.
В апреле 1944 года советские войска перешли в наступление против блокированной на Крымском полуострове группировки немецких и румынских подразделений. Форсировав Сиваш, 9 апреля 1944 года подразделения 417-й стрелковой дивизии устремились на штурм немецких укреплений на южном берегу залива. В ходе боя противник числом до роты автоматчиков пытался скрытно выйти в тыл наступающего 2-го батальона. Гвардии лейтенант Заболотский, державший со своей ротой левый фланг батальона, при угрозе окружения действовал быстро, решительно и тактически грамотно. Перейдя в контратаку, он обратил противника в бегство. Организовав преследование, Заболотский со своей ротой настиг бегущих немцев в противотанковом рве и в ожесточённой рукопашной схватке одержал победу, уничтожив 46 солдат и офицеров противника и 31 взяв в плен.
Прорвав последовательно несколько линий немецкой обороны, 417-я стрелковая дивизия вышла на оперативный простор. 14 апреля 1944 года она участвовала в освобождении Симферополя, а 15 апреля 1944 года подошла на подступы к Севастополю. Главным событием, предопределившим окончательный разгром войск противника в Крыму, стал штурм Сапун-горы 7 мая 1944 года. Сапун-гора возвышалась над прилегающей местностью на 100—150 метров и представляла собой скальный гребень протяжённостью около 8 километров. Противник создал на горе многоярусную систему опорных пунктов, усиленную ДОТами и железобетонными сооружениями с артиллерийскими орудиями и крупнокалиберными пулемётами. Через каждые 25-30 метров в цепи немецких траншей располагались хорошо укрепленные и замаскированные пулемётные точки. Все подступы к немецким позициям были заминированы. После артиллерийской подготовки части 51-й армии и отдельной Приморской армии пошли на штурм, однако немцы шквальным пулемётным и автоматным огнём заставили советскую пехоту залечь. В сложившейся ситуации гвардии лейтенант А. И. Заболотский первым поднялся в атаку и увлёк бойцов своей роты за собой. Рота лейтенанта Заболотского несмотря на то, что потеряла половину личного состава, сумела захватить три линии немецких траншей, после чего поднялась на своём участке на гребень Сапун-горы, и сбросив оттуда фашистов, водрузила над ней Красное знамя. Закрепившись на вершине горы, А. И. Заболотский с оставшейся в строю группой из 30 бойцов отразил четыре контратаки немцев, в том числе одну танковую, после чего сам перешёл в наступление. Глубоко вклинившись в оборону противника, отряд Заболотского занял позиции в районе Английского кладбища, где всю ночь отбивал вражеские атаки, уничтожив более 130 солдат и офицеров вермахта. Ранним утром 8 мая 1944 года Анатолий Иванович повёл своих солдат на штурм высоты 172,7. На северных склонах возвышенности они захватили четыре немецких тяжёлых орудия, прикрывавшие подступы к Севастополю. Развивая стремительное наступление, группа Заболотского на плечах отступающего противника ворвалась на окраины Севастополя. 9 мая 1944 года город был освобождён.
Оценивая подвиг советских солдат на Сапун-горе Маршал Советского Союза С. С. Бирюзов впоследствии отмечал: 

Штурм Сапун-горы является одной из блестящих страниц в летописи Великой Отечественной войны. В 1942 году гитлеровцы при наступлении на Сапун-гору потеряли десятки тысяч человек и всё-таки взять её не смогли. Наши войска овладели этой высотой в течение одного дня. Со взятием Сапун-горы путь на Севастополь был открыт— Бирюзов С. С. Когда гремели пушки. С. 274.
 12 мая 1944 года остатки фашистских войск капитулировали на мысе Херсонес. За образцовое выполнение боевых заданий командования на фронте борьбы с немецкими захватчиками и проявленные при этом отвагу и геройство указом Президиума Верховного Совета СССР от 24 марта 1945 года гвардии лейтенанту Заболотскому Анатолию Ивановичу было присвоено звание Героя Советского Союза.
После завершения Крымской операции 1 июля 1944 года 51-я армия была передана в состав 1-го Прибалтийского фронта. Рота гвардии лейтенанта А. И. Заболотского в ходе Шяуляйской операции участвовала в освобождении литовских городов Паневежиса и Шедувы. 27 июля 1944 года Анатолий Иванович, личным примером увлекая за собой свою роту, сломил ожесточённое сопротивление противника на подступах к Шяуляю и первым ворвался в город. В ходе боя бойцы Заболотского уничтожили до роты пехоты противника и ещё 30 солдат взяли в плен. Вскоре Анатолию Ивановичу было присвоено звание гвардии старшего лейтенанта. В октябре 1944 года А. И. Заболотский принимал участие в Мемельской операции и последующей блокаде Курляндской группировки противника. 28 и 29 октября 1944 года гвардии старший лейтенант Заболотский семь раз поднимал свою роту на штурм немецких укреплений и сумел захватить две линии вражеских траншей. 30 октября немцы предприняли яростную контратаку на позиции роты Заболотского, пытаясь вернуть утраченные позиции. Им удалось окружить командный пункт роты, но гвардии лейтенант Заболотский грамотно организовал круговую оборону и сумел дать противнику отпор. В ходе боя Анатолий Иванович был тяжело ранен, но продолжал командовать ротой. После отражения контратаки противника он был эвакуирован в госпиталь.
В декабре 1944 года А. И. Заболотский был выписан из лечебного учреждения и направлен на 3-й Белорусский фронт. В должности командира батальона он участвовал в Восточно-Прусской операции. Боевой путь завершил под Кёнигсбергом. В 1946 году гвардии майор А. И. Заболотский уволился в запас. Жил и работал в городе Ижевске. 5 сентября 1962 года Анатолий Иванович Заболотский скончался. Похоронен на Нагорном кладбище города.

## Награды
- Медаль «Золотая Звезда» (24.03.1945);
- орден Ленина (24.03.1945);
- орден Красного Знамени (12.05.1944);
- орден Отечественной войны 1-й степени (29.12.1944);
- орден Красной Звезды — дважды (07.06.1943; 14.08.1944);
- медали.

## Память

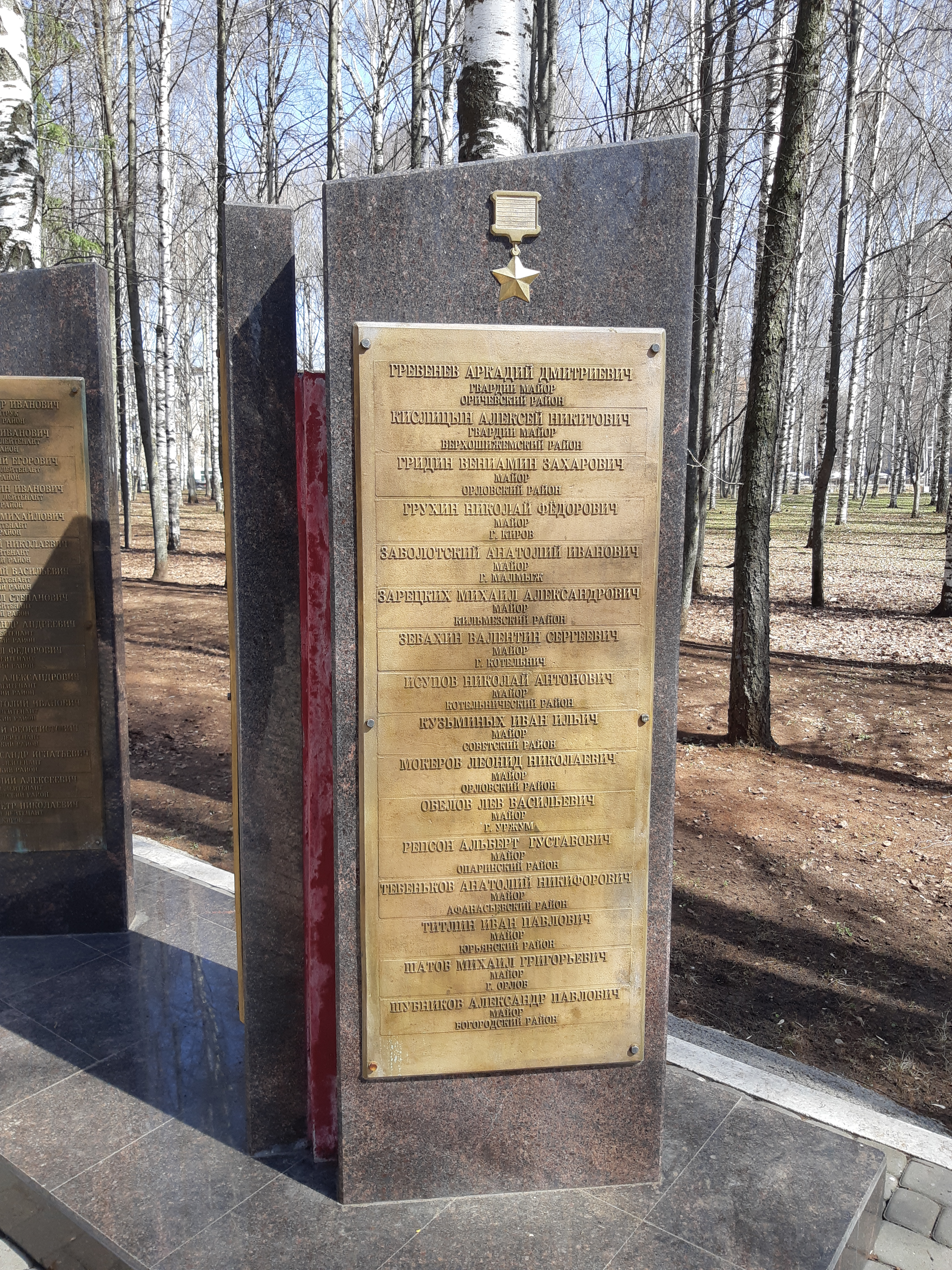
Имя Героя на гранитной стелле в парке Победы в Кирове

- Мемориальная доска на доме в Ижевске, где жил А. И. Заболотский (ул. Коммунаров, д. 201)
- Памятник А. И. Заболотскому установлен в посёлке Ува Удмуртской Республики.
- Мемориальная доска в честь  А. И. Заболотского установлена на здании средней образовательной школы «Новомултановская» в селе Новый Мултан.
- Имя А. И. Заболотского носит средняя образовательная школа «Новомултановская» в селе Новый Мултан.
- Его имя на гранитной стелле в парке Победы в Кирове.

## Документы
- Общедоступный электронный банк документов «Подвиг Народа в Великой Отечественной войне 1941—1945 гг.» Архивировано 13 марта 2012 года.

Герой Советского Союза. Архивировано 21 мая 2013 года.
Указ Президиума Верховного Совета СССР. Архивировано 21 мая 2013 года.
Указ Президиума Верховного Совета СССР. Архивировано 21 мая 2013 года.
Орден Красного Знамени. Архивировано 21 мая 2013 года.
Орден Отечественной войны 1-й степени. Архивировано 21 мая 2013 года.
Орден Красной Звезды (1943). Архивировано 21 мая 2013 года.
Орден Красной Звезды (1944). Архивировано 21 мая 2013 года.